# 中野知美
中野 知美（なかの ともみ、1975年8月31日 - ）は、フリーアナウンサー。かつてはTBSスパークル（旧：キャスト・プラス）所属。

## 来歴
- 福島県会津若松市出身。身長157cm、血液型O型。
- 福島県立会津女子高等学校、新潟大学法学部法学科卒業。
- 1998年4月 - 2003年3月 テレビユー福島 (TUF) 契約アナウンサー。
- TUFとの契約終了後、キャスト・プラス（後にTBSスパークルへ吸収合併）に、遅くとも2021年まで所属。
  - 2003年4月から3年間TBS系列のCS放送・JNNニュースバード（現・TBSニュースバード）キャスター。主に火曜日の『早朝バード』を2006年3月21日放送分まで担当していた。
  - 2006年4月 - 2007年3月 テレビ埼玉契約アナウンサー、ニュースなどを担当。
  - 2007年4月 - 2009年3月 WOWOW契約アナウンサー、格闘技番組などを担当。
- プロボクサーで現帝拳ボクシングジム所属トレーナー田中繊大と再婚。

## 出演

### テレビユー福島時代
2001年第26回アノンシスト賞「実況・フリートーク部門」北海道・東北ブロック最優秀賞・全国審査優秀賞受賞する等、記者・ディレクターも兼務。
- ふくしま駅伝
- ニュースの森ふくしま
- オールスター感謝祭'03春 超豪華!クイズ決定版（TBSテレビ制作）※解答者として出演。
- エクスプレス

### テレビ埼玉時代
- ひるたま
- ごごたま
- テレ玉ニュース
- 埼玉ビジネスウォッチ

### WOWOW時代
- エキサイトマッチ〜世界プロボクシング（アシスタント）
- テニス4大大会デイリーナビ（ナレーション）
- プロモCH（ナレーション）
- WOWOWスポーツTV（リポーター）

### フリー
- 特選名品館（リポーター）